# Candice LeRae
Candice Dawson Gargano (ur. 29 września 1985 w Riverside) – amerykańska wrestlerka. Występuje w amerykańskiej federacji World Wrestling Entertainment (WWE) w brandzie Raw pod pseudonimem ringowym Candice LeRae. Jednokrotna mistrzyni tag teamowa kobiet NXT wraz z Indi Hartwell. 
Dawson rozpoczęła karierę zawodniczą w 2002 roku, pracując w organizacji Empire Wrestling Federation (EWF) do 2006 roku. Przez kolejne lata brała udział w wydarzeniach różnych federacji, w tym w Combat Zone Wrestling (CZW), Total Nonstop Action Wrestling (TNA), Shimmer Women Athletes, DDT Pro-Wrestling i Pro Wrestling Guerrilla (PWG), gdzie zdobyła tytuł PWG World Tag Team z Joeym Ryanem, co czyni ją jedyną kobietą, która sięgnęła po ten tytuł mistrzowski w historii organizacji. Inne tytuły, które posiadała, to Ironman Heavymetalweight Championship i FWE Women’s Championship.
Po wzięciu udziału w inauguracyjnym turnieju Mae Young Classic w 2017 roku Dawson podpisała kontrakt z WWE na początku 2018 roku i zadebiutowała w brandzie NXT, gdzie zaangażowała się w waśnie swojego męża Johnny’ego Gargano, jak również walczyła indywidualnie. W 2020 roku Dawson dołączył do Gargano, Indi Hartwell i Austina Theory’ego, tworząc grupę czarnych charakterów The Way, która została rozwiązana w następnym roku. Odeszła z federacji w maju 2022 roku i wróciła we wrześniu tego samego roku.
Wyszła za mąż za wrestlera Johnny’ego Gargano, z którym ma syna Quilla.

## Tytuły mistrzowskie i inne osiągnięcia
- Alternative Wrestling Show
  - AWS Women’s World Championship (2 razy)[7]
  - AWS Women’s Title Tournament[12]
  - 2nd Annual Women’s Tournament (2013)[12]
  - 3rd Annual Women’s Tournament (2013)[12]
- DDT Pro-Wrestling
  - Ironman Heavymetalweight Championship (1 razy)[7]
- Dreamwave Wrestling
  - Dreamwave Tag Team Championship (1 raz)[7]
- Family Wrestling Entertainment
  - FWE Women’s Championship (1 raz)[7]
- Fighting Spirit Pro Wrestling
  - FSP Tag Team Championship (1 raz)[7]
- Pro Wrestling Guerrilla
  - PWG World Tag Team Championship (1 raz) – z Joeym Ryanem
- Pro Wrestling Illustrated
  - PWI umieściło ją na 18. miejscu rankingu Top 50 wrestlerek w 2016 roku[13]
- Smash Wrestling
  - Gold Tournament (2015)[12]
- WWE
  - NXT Women’s Tag Team Championship (1 raz) – z Indi Hartwell